# Soodener Bergland
Das Soodener Bergland ist ein bis 482,4 m hohes Bergland im Werra-Meißner-Kreis in Nordosthessen (Deutschland).

## Geographische Lage
Das unmittelbar westlich der Werra gelegene Bergland ist in Nordwest-Südost-Richtung etwa 14 km lang und maximal 4 km breit. Es liegt, im Uhrzeigersinn betrachtet, zwischen Witzenhausen im Norden, Bad Sooden-Allendorf im Osten, Frankershausen im Süden, die Kreisstadt Eschwege liegt etwa 5 Kilometer vom südlichen Rand in südöstlicher Richtung.

## Naturräumliche Zuordnung
Das Soodener Bergland gehört zur naturräumlichen Haupteinheit Unteres Werrabergland (358) der Haupteinheitengruppe Osthessisches Bergland (35) und trägt die Kennziffer 358.02. Es grenzt im Norden und Osten an das Werratal, im Süden an das Eschweger Becken, im Südwesten an das Meißnervorland und im Nordwesten an das Untere Gelstertal.

## Geologie und Landschaftsbild
Das überwiegend bewaldete (Buchenmischwald) Berggebiet ist eine abwechslungsreiche Landschaft mit einer starken Reliefbildung und steilen Rändern zum Werratal. Auf den flacheren Hochflächen am Übergang zum Meißnervorland wird auch Landwirtschaft betrieben (Wiesen, Obstbau). Geologisch besteht das Gebiet aus verschiedensten Gesteinsarten:
- Erhebungen des Grundgebirges bestehen aus Grauwacke und Tonschiefer
- Gesteine des Zechsteins (Kalk, Dolomit, Gips)
- Buntsandsteinberge am Übergang zum Werratal
- kleine Anteile von Muschelkalk am Gelstertal

Aus dem Zechstein bei Bad Sooden-Allendorf aufsteigende Solequellen haben die ehemalige Salzgewinnung und das heutige Kurwesen entstehen lassen. Gipsaufblähungen durch Wasseraufnahme führten zu sogenannten Kröselbergen bei Hundelshausen.

## Berge
Zu den Bergen des Soodener Berglands gehören – sortiert nach Höhe in Meter (m) über Normalnull (NN):
- Roßkopf (482,4 m), nördlich von Kammerbach
- Schnellerskopf (412,6 m), westlich von Oberrieden
- namenlos (394,1 m), westlich von Bad Sooden-Allendorf
- namenlos (371,0 m), östlich von Orferode
- Heiligenberg (ca. 355 m), nördlich von Hitzerode
- Witzenbrachskopf (353,5 m), westlich von Oberrieden
- Ellerstein (ca. 350 m), nördlich von Hundelshausen
- Solberg (339,8 m), westlich von Ellershausen
- Sulzberg (298,6 m), südlich von Witzenhausen
- Hoher Ahrenberg (280,4 m), westlich von Wahlhausen

## Gewässer
Zahlreiche kleine Gewässer queren aus dem Meißnergebiet kommend das Bergland in engen Tälern (Oberrieder Bach mit den beiden Quellbächen Dudenbach und Ottersbach), Berka, einen besonderen Abschnitt bildet dabei das Höllental bei Albungen.  Weitere kleine Bäche haben ihr Quellgebiet im Bergland (Flachsbach, Dohlsbach, Ahrenbach).

## Sehenswürdigkeiten

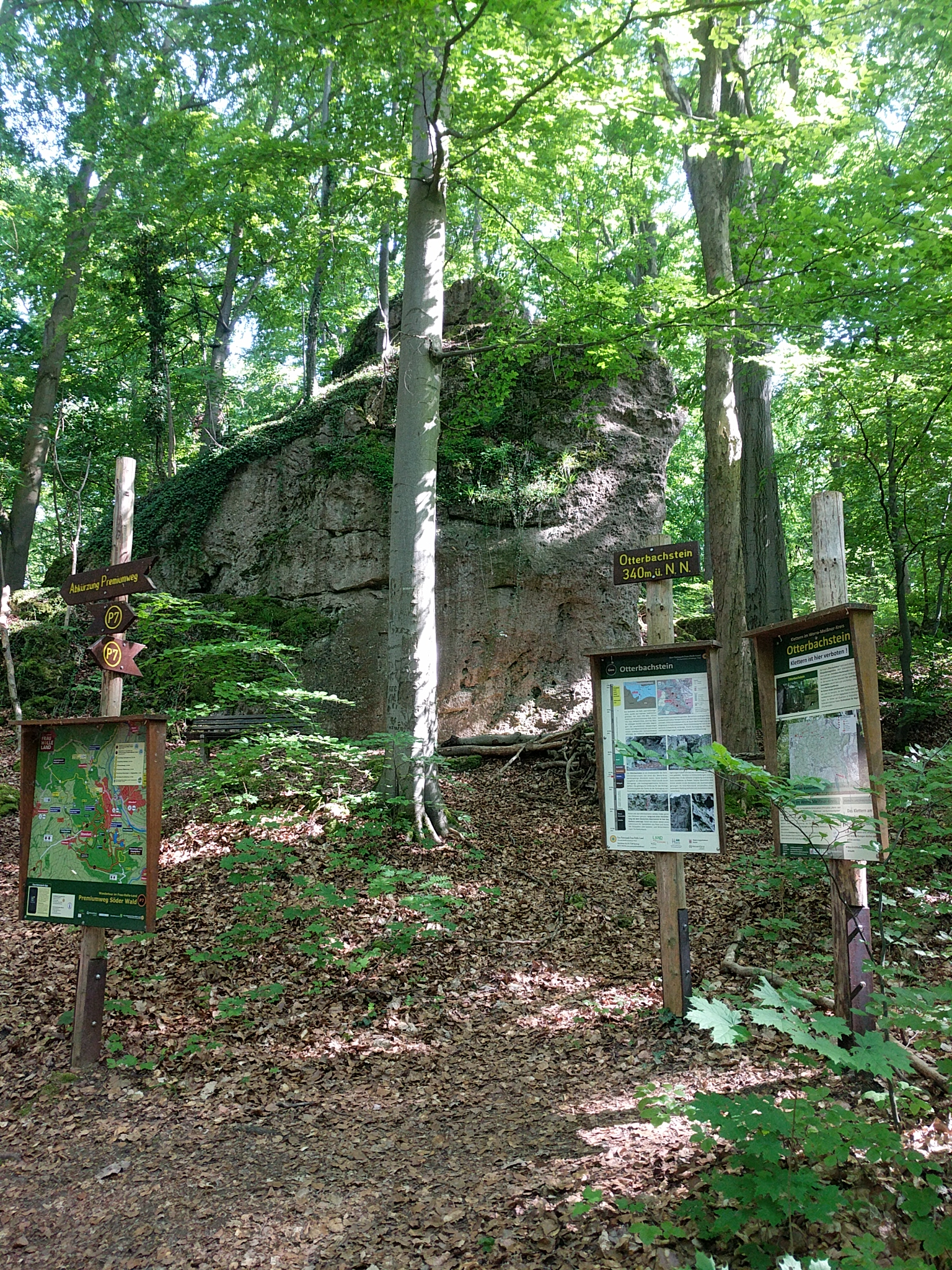
Der Otterbachstein (Mai 2024)

Das Soodener Bergland ist ein interessantes Wandergebiet, unter anderem mit dem Gebrüder-Grimm-Weg und der Frau-Holle-Route. Zu den Sehenswürdigkeiten zählen:
- Burg Ludwigstein bei Werleshausen
- Ruine Bilstein und Ruine Schnepfenburg bei Hitzerode
- ehemaliges Römerlager und Römerschanze bei Hitzerode
- Besucherbergwerk Grube Gustav bei Abterode
- Aussichtsturm auf dem Roßkopf
- Otterbachstein bei Orferode